# Burriana
Burriana (hiszp. wym. [buˈrjana]), Borriana (walenc. wym. [boriˈana]) – gmina w Hiszpanii, w prowincji Castellón, w Walencji, o powierzchni 46,99 km². W 2011 roku gmina liczyła 35 598 mieszkańców.

## Współpraca
- Vila-real, Hiszpania